# Hyoja-myeon
Hyoja-myeon (koreanska: 효자면) är en socken i kommunen Yecheon-gun i  provinsen Norra Gyeongsang i den centrala delen av Sydkorea, 150 km sydost om huvudstaden Seoul. Socknen hette tidigare Sangni-myeon (상리면), men bytte namn 1 februari 2016 till det nuvarande.